# Música dinámica
En los videojuegos, la música dinámica (o adaptativa o interactiva) es una banda sonora programada para cambiar de acuerdo con eventos específicos durante el juego. Al contrario de la música lineal tradicional que tiene una ejecución determinada con un principio y un fin, la música interactiva responde y se adapta a las entradas recibidas (input del usuario o jugador) y al momento del juego, mediante el uso de software y el motor del  juego (tema, duración, intensidad, etc). El recurso se utilizó por primera vez en Frogger (1981), donde la música cambiaba abruptamente cuando el jugador alcanzaba un punto seguro en el juego. Desde entonces se ha utilizado en juegos como Guitar Hero.
En lugar de depender de pistas de audio individuales, como la secuenciación horizontal y la reorganización vertical, algunos juegos generan automáticamente su contenido en tiempo real, como Spore, que utiliza una versión integrada del software de música Pure Data para generar música con ciertos estímulos, como agregar piezas a tu criatura a lo largo del juego.